# 스타드 조프루아 기샤르
스타드 조프루아 기샤르(프랑스어: Stade Geoffroy-Guichard)는 프랑스 생테티엔에 있는 경기장으로, AS 생테티엔의 홈 구장으로 사용되고 있으며 35,616명을 수용할 수 있다. UEFA 유로 1984, 1998년 FIFA 월드컵, 2003년 FIFA 컨페더레이션스컵, UEFA 유로 2016 경기장으로 선정되었으며 "르 쇼드롱"(Le chaudron, "커다란 솥"이라는 뜻)이라는 별칭으로 부르기도 한다.